# 海蘭福爾斯 (紐約州)
海蘭福爾斯（英語：Highland Falls）是位於美國紐約州奧蘭治縣的村。

## 人口
根據2020年美國人口普查的數據，海蘭福爾斯的面積為2.86平方千米，當中陸地面積為2.83平方千米，而水域面積為0.02平方千米。當地共有人口3684人，而人口密度為每平方千米1,288人。